# Вірджинія Маккенна
Вірджинія Енн Маккенна (англ. Virginia Anne McKenna; нар. 7 червня 1931, Лондон) — британська акторка театру, кіно та телебачення.

## Життєпис
Народилася 7 червня 1931 року у Мерілебоні, Лондон. Після закінчення школи навчалася у Центральній школі сценічної мови та драматичного мистецтва. На театральній сцені з 19 років. Дебютувала в кіно у 1952 році у фільмах «Батько в порядку» та «Друга місіс Тенкерей». У 1954—1955 роках працювала у трупі театру Old Vic. 1954 року ненадовго одружилася з актором Денголмом Елліотом. 1956 року виконала роль Джин Педжет в фільмі «Місто, схоже на Алісу», за яку отримала премію BAFTA у категорії найкраща британська акторка.
1957 року вступила у шлюб з актором Біллом Треверсом. У пари народилися четверо дітей, в тому числі Вілл Треверс (нар. 1958), режисер та письменник, чия дочка Лілі Треверс (нар. 1990) також стала акторкою. Шлюб тривав до смерті чоловіка 1994 року.
1958 року виконала роль Віолетти Шабо у воєнній драмі «Із гордістю пишіть її ім'я», яка принесла їй номінацію на премію BAFTA. 1966 року зіграла роль Джой Адамсон у фільмі «Народжена вільною», за яку номінувалася на премію Золотий глобус у категорії Найкраща жіноча роль у драмі. 1970 року з'явилася в масштабній історичній драмі «Ватерлоо» Сергія Бондарчука та Діно де Лаурентіса.
1975 року записала музичний альбом «Two Faces of Love». 1979 року отримала Премію Лоуренса Олів'є як найкраща акторка мюзиклу за роль у постановці «Король і я», де її партнером був Юл Бріннер.
1984 року спільно з чоловіком Біллом Треверсом та сином Віллом заснувала Фонд Born Free — міжнародну благодійну організацію, яка спеціалізується на захисті дикої природи.
2004 року нагороджена Орденом Британської імперії офіцерського ступеня.
2009 року видала автобіографічну книгу «The Life in My Years».

## Фільмографія
| Рік       |     | Українська назва                           | Оригінальна назва                                 | Роль                                |
| --------- | --- | ------------------------------------------ | ------------------------------------------------- | ----------------------------------- |
| 1952      | ф   | Батько в порядку                           | Father's Doing Fine                               | Кетрін                              |
| 1952      | ф   | Друга місіс Тенкерей                       | The Second Mrs Tanquaray                          | Ейлін Тенкерей                      |
| 1953      | ф   | Жорстоке море                              | The Cruel Sea                                     | Джулі Галлам                        |
| 1953      | ф   | Оракул                                     | The Oracle                                        | Шелаг                               |
| 1955      | ф   | Сімба                                      | Simba                                             | Мері Крофорд                        |
| 1955      | ф   | Корабель, який помер від сорому            | The Ship That Died of Shame                       | Гелен Ренделл                       |
| 1956      | ф   | Місто, схоже на Алісу                      | A Town Like Alice                                 | Джин Педжет                         |
| 1957      | ф   | Баррети з Вімпол-стріт                     | The Barretts of Wimpole Street                    | Генрієтта Баррет                    |
| 1957      | ф   | Найменше шоу на землі                      | The Smallest Show on Earth                        | Джин Спенсер                        |
| 1958      | ф   | Із гордістю пишіть її ім'я                 | Carve Her Name with Pride                         | Віолетта Шабо                       |
| 1958      | ф   | Літо пристрасті                            | Passionate Summer                                 | Джуді Ворінг                        |
| 1959      | ф   | Кораблетроща «Мері Діар»                   | The Wreck of the Mary Deare                       | Дженет Таггерт                      |
| 1961      | ф   | Двоє живих і один мертвий                  | Two Living, One Dead                              | Гелен Бергер                        |
| 1965      | ф   | Поїздка до Індії                           | A Passage to India                                | Адела Кестед                        |
| 1966      | ф   | Народжена вільною                          | Born Free                                         | Джой Адамсон                        |
| 1966      | с   | Таємниця і уява                            | Mystery and Imagination                           | місіс Окі                           |
| 1968      | тф  | Чудовий Крайтон                            | The Admirable Crichton                            | леді Мері                           |
| 1969      | ф   | Кільце чистої води                         | Ring of Bright Water                              | Мері Маккензі                       |
| 1970      | ф   | Слон на ім'я Повільно                      | An Elephant Called Slowly                         | Джинні                              |
| 1970      | ф   | Ватерлоо                                   | Waterloo                                          | Шарлотта Леннокс, герцогиня Річмонд |
| 1972—1973 | с   | Едвардіанці                                | The Edwardians                                    | Дейзі Гревілл, графиня Варвік       |
| 1974      | тф  | Насувається буря                           | The Gathering Storm                               | Клементина Черчилль                 |
| 1974      | ф   | Ластівки і Амазонки                        | Swallows and Amazons                              | місіс Вокер, мати                   |
| 1975      | с   | Відтінки Гріна                             | Shades of Greene                                  | Мері                                |
| 1976      | тф  | Красуня і Чудовисько                       | Beauty and the Beast                              | Люсі                                |
| 1976      | тф  | Пітер Пен                                  | Peter Pan                                         | місіс Дарлінг                       |
| 1977      | ф   | Зникнення                                  | The Disappearance                                 | Кетрін                              |
| 1977      | ф   | Голокост 2000                              | Holocaust 2000                                    | Єва Кейн                            |
| 1979      | тф  | Юлій Цезар                                 | Julius Caesar                                     | Порція                              |
| 1982      | ф   | Кровний зв'язок                            | Blood Link                                        | жінка у бальній залі                |
| 1983      | тф  | Справа наляканої леді                      | The Case of the Frightened Lady                   | леді Лебанон Амершем                |
| 1983      | тф  | Місячні води                               | Waters of the Moon                                | місіс Вайт                          |
| 1984      | тф  | Пуччині                                    | Puccini                                           | Ельвіра                             |
| 1984      | с   | Перша Олімпіада: Афіни 1896                | The First Olympics: Athens 1896                   | Аннабел Флек                        |
| 1990      | тф  | Один смарагд, щоб померти                  | Passez une bonne nuit                             | Дженніфер                           |
| 1991      | тф  | Дуель сердець                              | Duel of Hearts                                    | леді Брекон                         |
| 1992      | с   | Лавджой                                    | Lovejoy                                           | Гаррієт Фішер                       |
| 1992      | с   | Ромашкове поле                             | The Camomile Lawn                                 | Поллі у літньому віці               |
| 1992      | с   | Таємниці Рут Ренделл                       | The Ruth Rendell Mysteries                        | Мілборо Ленг                        |
| 1992      | кф  | Леді чекає                                 | The Lady in Waiting                               | міс Піч                             |
| 1993      | док | Вшанування: Дафна дю Мор'є, Дух любові     | Celebration: Daphne Du Maurier, The Loving Spirit | Дафна дю Мор'є (голос)              |
| 1994      | ф   | Особливості парубоцької вечірки            | Staggered                                         | Флора                               |
| 1996      | ф   | Вересень                                   | September                                         | Вайолет                             |
| 1998      | ф   | Обережно, двері зачиняються                | Sliding Doors                                     | місіс Гаммертон                     |
| 1998      | с   | Вуздечка для сварливих                     | The Scold’s Bridle                                | Вайолет Орлофф                      |
| 1999      | с   | Кавана                                     | Kavanagh QC                                       | Еліс Олдермартін                    |
| 2001      | тф  | Інформатор                                 | The Whistle-Blower                                | Тереза Елліот                       |
| 2005      | с   | Міс Марпл Агати Крісті: Оголошено вбивство | Agatha Christie's Marple: A Murder Is Announced   | Белла Голдер                        |
| 2005      | кф  | Що ти бачиш?                               | What Do You See?                                  | Елсі                                |
| 2009      | кф  | Вдома                                      | Home                                              | Елсі                                |
| 2010      | ф   | Кохання / Втрата                           | Love / Loss                                       | Мері                                |
| 2013      | ф   | Леона Кальдерон                            | Leona Calderon                                    | літня англійка                      |
| 2016      | ф   | Золоті роки                                | Golden Years                                      | Марта                               |
| 2016      | мф  | Етель і Ернест                             | Ethel & Ernest                                    | власниця будинку (голос)            |
| 2019      | ф   | Вдова                                      | Widow’s Walk                                      | Міртл                               |
| 2020      | кф  | Крила                                      | Wings                                             | Дора                                |